# San Timoteo
San Timoteo é uma cidade venezuelana, capital do município de Baralt.